# Chomentówek
Chomentówek is een plaats in het Poolse district  Kielecki, woiwodschap Święty Krzyż. De plaats maakt deel uit van de gemeente Chmielnik en telt 170 inwoners.